# Montpensier (Puy-de-Dôme)
Montpensier település Franciaországban, Puy-de-Dôme megyében. Lakosainak száma 467 fő (2022. január 1.). Montpensier Saint-Genès-du-Retz, Aigueperse, Bussières-et-Pruns, Effiat és Vensat községekkel határos.

## Népesség
A település népességének változása:
| Lakosok száma | 442  | 444  | 454  | 447  | 457  | 465  | 466  | 466  | 467  |
|               | 2013 | 2015 | 2016 | 2017 | 2018 | 2019 | 2020 | 2021 | 2022 |